# Dariusz Baranowski
Pour les articles homonymes, voir Baranowski.
Dariusz Baranowski (né le 22 juin 1972 à Wałbrzych) est un coureur cycliste polonais.

## Palmarès et résultats

### Palmarès par année
- 1990
  -  Médaillé de bronze du championnat du monde du contre-la-montre par équipes juniors
- 1991
  - 5ea étape de la Course de la Paix (contre-la-montre)
  - Tour de Pologne :
    - Classement général
    - 8e étape (contre-la-montre)

  - 2e de la Course de la Solidarité olympique
  - 2e de la Course de la Paix
  - 2e du championnat de Pologne sur route amateurs
- 1992
  - Tour de Pologne :
    - Classement général
    - 8e étape (contre-la-montre)

  - 2e de la Course de la Solidarité olympique
- 1993
  - Classement général de la Course de la Solidarité olympique
  - Classement général du Tour de Pologne
- 1994
  - Deux étapes du Tour de Rhénanie-Palatinat
  - 2e de la Course de la Solidarité olympique
- 1995
  - 1re étape du Tour de Basse-Saxe
  - 2e de la Course de la Paix
  - 3e du Tour de Pologne
- 1996
  - Tour of Willamette :
    - Classement général
    - Prologue, 2e et 3e étapes

  - Grand Prix François-Faber
  - 3e du Tour de Rhénanie-Palatinat
  - 9e du contre-la-montre des Jeux olympiques
- 1997
  -  Champion de Pologne sur route
  -  Champion de Pologne du contre-la-montre
  - Redlands Bicycle Classic :
    - Classement général
    - 3e étape

  - 5e du Grand Prix du Midi Libre
- 1998
  - 3e du Prudential Tour
  - 3e du Grand Prix Eddy Merckx (avec Viatcheslav Ekimov)
  - 4e du Critérium du Dauphiné libéré
- 2001
  - 4e étape du Tour du Portugal (contre-la-montre par équipes)
- 2002
  - Gran Premio Internacional Mitsubishi MR Cortez :
    - Classement général
    - 3ea (contre-la-montre par équipes) et 3eb étapes
- 2008
  - Pomorski Klasyk
  - 5e étape du Tour de Mazovie (contre-la-montre par équipes)
  - 2e de la Coupe des Carpathes
- 2011
  - 3e étape du Tour de République tchèque
  - 2e du Bałtyk-Karkonosze Tour
  - 2e du Tour de République tchèque

### Résultats sur les grands tours

#### Tour de France
5 participations
- 1997 : 87e
- 1998 : 12e
- 2000 : 30e
- 2002 : 24e
- 2004 : 94e

#### Tour d'Italie
4 participations
- 2000 : 22e
- 2003 : 12e
- 2005 : 57e
- 2006 : abandon (10e étape)

#### Tour d'Espagne
3 participations
- 2001 : 34e
- 2004 : 33e
- 2005 : 79e

### Classements mondiaux
| Année           | 2008 | 2009 | 2010  | 2011 |
| --------------- | ---- | ---- | ----- | ---- |
| UCI Europe Tour | 360e |      | 1171e | 418e |